# DigiTech Whammy

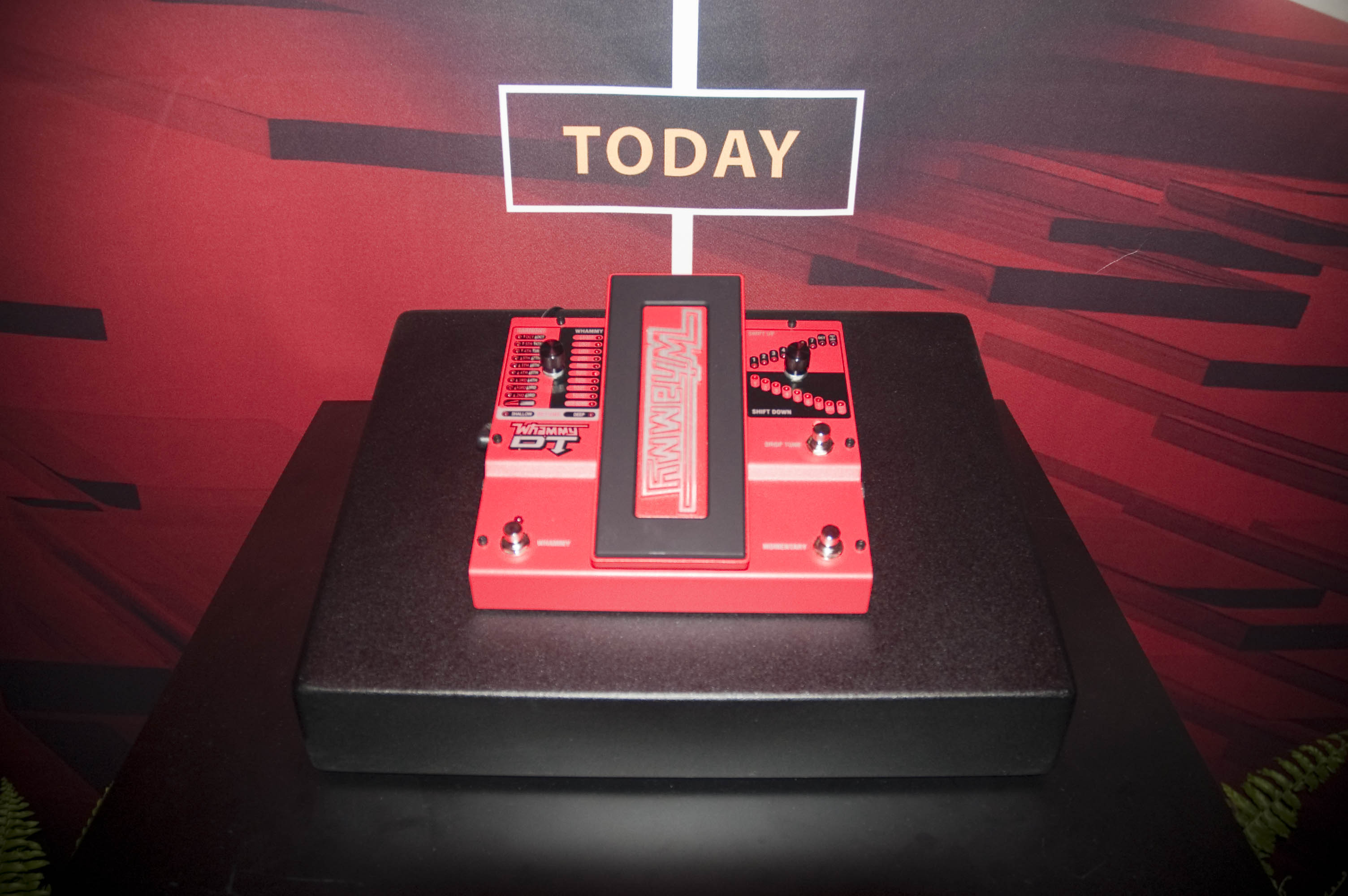
Педаль Digitech Whammy DT

DigiTech Whammy — педаль эффектов, предназначенная для электрогитар, основанная на смещении частоты. Производится компанией DigiTech. Эта педаль даёт возможность смещать высоту тона в реальном времени с помощью педали экспрессии. Существует несколько поколений педали. Whammy одна из первых широко известных педалей, которая давала возможность изменять тон путём педали экспрессии, т.е. путём контроля нажатием ноги на педаль.

## DigiTech WH-1 Whammy

### Обзор
WH-1 Whammy — исходная модель, которая была разработана и выпущена в 1989 году IVL Technologies, а снята в 1993. Остаётся самой востребованной версией.

### Управление
Управление происходит за счёт педали питча, ручки выбора пресета, имеет 16 пресетов на выбор, среди них 5 «Whammy» эффектов, 9 «Harmony» эффектов и 2 «Detune» эффекта.
| Harmony эффекты - Second up — third up - Minor third up — third up - Third up — fourth up - Fourth up — fifth up - Fifth up — sixth up - Fifth up — seventh up - Fourth down — third down - Fifth down — Fourth down - One octave down — one octave up | Detune эффекты - Shallow - Deep Whammy эффекты - One octave up - Two octaves up - Two semi-tones down - One octave down - Two octaves down |

### Известные пользователи
- Гатри Гован
- David Gilmour - Pink Floyd
- Josh Homme - Queens of the Stone Age
- Tom Morello - Rage Against the Machine, Audioslave, Street Sweeper Social Club
- Jonny Greenwood - Radiohead
- Steve Vai
- Joe Satriani
- The Edge - U2
- David Bryant of Godspeed You! Black Emperor
- John 5 - Rob Zombie, Marilyn Manson
- Jimmy Page - Led Zeppelin
- Noel Gallagher - Oasis
- Joe Perry - Aerosmith
- Dimebag Darrell Pantera
- Serge Tabachnikov - nobody.one
- Kirk Hammett - Metallica
- James Iha, Billy Corgan - Smashing Pumpkins
- Buckethead
- Jack White
- Nels Cline
- John Butler - John Butler Trio
- Dan Deacon эффектами для вокала
- Colin Drake - Pinhead Larry
- Matthew Bellamy - Muse
- Ángel Ontalva - October Equus
- Lionel Loueke
- Макси Макфлай - Tally Ho!
- Дмитрий Порубов - Психея
- Джеймс Рут - Slipknot

## DigiTech Whammy II

### Обзор
DigiTech Whammy II исполнен в чёрном корпусе, что отличает его от всей остальной серии.

### Управление
Контроль производится всё также педалью экспрессии и регулятором переключения пресетов, всё также как и в WH-1, его изменения заключаются в следующем
| Harmony эффекты - One octave down — One octave up - Fourth down — Third down - Fifth up — sixth up - Fourth up — fifth up - Minor third up — major third up - Second up — third up Detune эффекты - Detune | Whammy эффекты - One octave up - Two octaves up - Two semitones down - One octave down - Two octaves down |

Также имеется возможность хранить один предустановленный набор настроек, который позволяет пользователю выбрать любые два режима и переключаться между ними с помощью установки кнопки выбора.

### Известные пользователи
- Trey Anastasio - Phish
- Jonny Greenwood - Radiohead
- Buckethead
- Tommy Kessler - Blondie
- Herman Li - DragonForce
- Trey Anastasio Phish
- Ed O'Brien - Radiohead
- Виктор Смольский - Rage

## DigiTech XP-100 Whammy-Wah

### Обзор
XP-100 Whammy/Wah более сложная модель, совмещающая в себе как эффекты доступные в предыдущих моделях, так и эффект вау-вау.

### Управление
При помощи педали экспрессии и двух кнопок ножных для переключения между 29 различными пресетами; «Volume» эффект, 5 «Wah-Wah» эффектов, 6 «Auto Wah» эффектов, 8 «Whammy» эффектов и 9«Harmony» эффектов.
| Volume эффекты - 01 — Volume Pedal — volume Wah эффекты - 02 — Original Cry Wah — wah frequency - 03 — Cry Wah 2 — wah frequency - 04 — Dark & Deep — wah frequency - 05 — Sweet Spot 1 — wah frequency - 06 — Sweet Spot 2 — wah frequency Auto Wah эффекты - 07 — Original Cry Auto — sensitivity - 08 — Envelope Filter — sensitivity - 09 — Brass Attack — sensitivity - 10 — Original Cry Auto — attack time - 11 — Envelope Filter — attack time - 12 — Brass Attack — attack time | Whammy эффекты - 13 — Up 1 Octave — pitch shift - 14 — Up 2 Octaves — pitch shift - 15 — Up 2nd — pitch shift - 16 — Down 2nd — pitch shift - 17 — Down 4th — pitch shift - 18 — Down 1 Octave — pitch shift - 19 — Down 2 Octaves — pitch shift - 20 — Down 6 Octaves — pitch shift Harmony эффекты - 21 — Down 1 Octave, Up 1 Octave — harmony pitch - 22 — Down 4th, Down 3rd — harmony pitch - 23 — Up 5th, Up 6th — harmony pitch - 24 — Up 4th, Up 5th — harmony pitch - 25 — Up minor 3rd, Up major 3rd — harmony pitch - 26 — Up 2nd, Up 3rd — harmony pitch - 27 — Down 4th, Up 5th — harmony pitch - 28 — Up 5th, Up 1 Octave — harmony pitch Detune эффект - 29 — Detuner — detune amount |

### Известные пользователи
- Munky, Head - Korn
- Джон Скофилд
- Mike Vennart - Oceansize
- Eugene Goreshter - Autolux
- Danilo Nikodinovski - Consecration
- Edwin Monney
- Johnny Renshusløkken - Enter Optional World

## DigiTech Bass Whammy

### Обзор
Bass Whammy — специальная модель для бас-гитар. Выполнена в том же корпусе, что и Whammy II, но синего цвета. И имеет различные варианты гармонии, по сравнению с другими моделями Whammy.

### Управление
| Harmony effects - One octave down — One octave up - One octave down — Fourth down - Fourth down — third up - Fourth down — fifth up - Fifth up — sixth up - Fifth up — octave up | Whammy effects - One octave up - Two semitones up - Two semitones down - Four semitones down - One octave down Detune effects - Detune |

### Известные пользователи
- Justin Chancellor - Tool
- Brian Gibson - Lightning Bolt
- Jeff Ament - Pearl Jam

## DigiTech Whammy IV

### Обзор
Whammy IV — четвёртое издание. В плане дизайна ближе к WH-1, но с несколькими новыми возможностями, такими как управление по MIDI и режим 'Divebomb'.

### Управление
Управления идентичны "WH-1 контроля, вместе с двумя новыми пресетами - « Divebomb » и« Droptune ».
| Harmony эффекты - One octave down — one octave up - Fifth down — Fourth down - Fourth down — third down - Fifth up — seventh up - Fifth up — sixth up - Fourth up — fifth up - Third up — fourth up - Minor third up — third up - Second up — third up | Detune эффекты - Shallow - Deep Whammy эффекты - Two octaves up - One octave up - One octave down - Two octaves down - Dive bomb — three octaves down - Drop tune — two semi-tones down |

### Известные пользователи
- Matthew Bellamy - Muse
- John Frusciante - Red Hot Chili Peppers
- Omar Rodríguez-López - The Mars Volta, At the Drive-In
- Jonny Greenwood, Ed O'Brien of Radiohead[4][5]
- Teppei Teranishi - Thrice
- Matthew Followill - Kings of Leon
- Josh Homme - Queens of the Stone Age
- Dean Fertita - The Dead Weather and Queens of the Stone Age
- Dave Baksh - Sum 41
- Cory Johnson - Impending Doom
- Troy Van Leeuwen - Queens of the Stone Age
- Ichirou Agata - Melt-Banana
- Dan Deacon
- Brendon Small - Dethklok
- Thomas Erak - The Fall of Troy
- Aaron Fink - Breaking Benjamin
- Buckethead
- Daniel Johns - Silverchair
- Jack White - The White Stripes, The Raconteurs, The Dead Weather
- The Edge - U2
- Richard Kruspe - Rammstein
- Joe Satriani
- Peter Frampton
- Макси Макфлай - Tally Ho!
- Roman Guys - Final Blackout
- nobody.one - Сергей Табачников
- Сергей Куприйчук - Pree Tone

## DigiTech Whammy DT

### Описание
Whammy DT- это пятое издание (выпущен в 2011), первая модель Whammy использующая полифонические высоты тона, а также множеством новых функций, в том числе "true-bypass".

### Управление
Элементы управления похожи на элементы управления предыдущих моделей, но одной дополнительной ручкой и двумя дополнительными переключателями, одним из которых является моментальным, а также добавлена новая "Drop Tune" в часть педали.

| Harmony эффекты - One octave down - One octave up - Fifth down - Fourth down - Fourth down - Third down - Fifth up - Seventh up - Fifth up - Sixth up - Fourth up - Fifth up - Third up - Fourth up - Minor third up - Third up - Second up - Third up Detune эффекты - Shallow - Deep | Whammy эффекты - Two octaves up - One octave up - Fifth up - Fourth up - Second down - Fourth down - Fifth down - One octave down - Two octaves down - Dive Bomb (Three octaves down) | Drop Tune - Shift Up - 1-7 Semitones up - Octave up - Octave up c добавлением оригинального сигнала Drop Tune - Shift Down - 1-7 Semitones down - Octave down - Octave down с добавлением оригинального сигнала |

### Особенность
Whammy DT является первой моделью Whammy использующая адаптер 9В постоянного тока, все предыдущие использовали переменный ток.

### Известные пользователи
- Munky - Korn
- Matthew Bellamy - Muse
- Сергей Табачников

## DigiTech Whammy V

### Обзор
Whammy V — пятая версия культовой педали. Выпущена в 2012 году. Педаль была тщательно переработана и усовершенствована. Вместо переменного тока она стала потреблять постоянный, появился true-bypass, уменьшен вес по сравнению с предыдущей. Появилось два режима: Classic и Chords. В первом режиме она звучит как WhammyIV, а во втором расширены интервалы, в результате чего при нескольких взятых нотах одновременно педаль не "теряется" и в звуке не появляются "артефакты". Благодаря этому режиму аккорды при использовании педали не расплываются и звучат чётко.

### Управление
Новый Whammy имеет все те же самые эффекты, что и у Whammy DT, но без контроля Drop Tune. Она переименовывает настройки "Drop Tune" из Whammy IV с установкой "Second Down" , а также исключает установку "Second Up" от DT в целом. Новая функция в данной версии Whammy это Classic/Chords. Когда " Classic" вариант выбран, Whammy делает шум похожим на "glitch-fest", по Digitech представлениям при игре аккордов, потому что это не полифония. Опция "Chords" активизирует полифонию, что даёт аккордам звучать гораздо яснее.
| Harmony эффекты - One octave down - One octave up - Fifth down - Fourth down - Fourth down - Third down - Fifth up - Seventh up - Fifth up - Sixth up - Fourth up - Fifth up - Third up - Fourth up - Minor third up - Third up - Second up - Third up | Detune эффекты - Shallow - Deep Whammy эффекты - Two octaves up - One octave up - Fifth up - Fourth up - Second down - Fourth down - Fifth down - One octave down - Two octaves down - Dive Bomb (Three octaves down) |